# 新格魯多克州
新格魯多克州是蘇聯白俄羅斯蘇維埃社會主義共和國的一個州，位於該加盟共和國的西部。前身是1939年11月2日在波蘭被蘇德瓜分後在原新格魯代克省的土地上建立的。首府新格魯多克。下分25縣。
1939年12月4日州府遷至巴拉諾維奇。州名亦隨之更改成巴拉諾維奇州。